# Ozan Güven

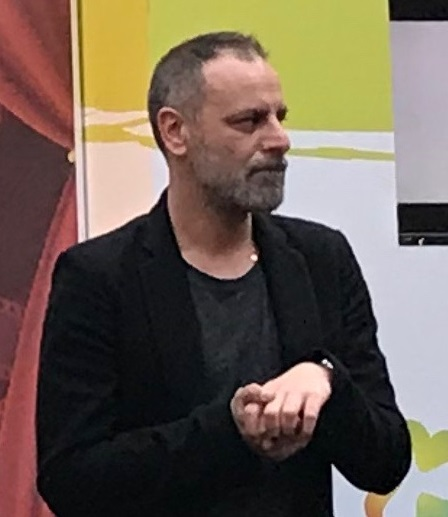
Ozan Güven

Ozan Güven (Nuremberg, 19 de maio de 1975) é um ator turco.

## Biografia
Ozan Güven é formado em Dança Moderna da Universidade Mimar Sinan. Ele estudou interpretação no Conservatório Municipal İzmir após o qual trabalhou no Tekand Şahika Theatre em Istambul. Güven já apareceu na série de televisão İkinci Bahar, Büyütmek Çiçeği, Benim Koçum, Asli ve Kerem e İstanbul Bir Masalı. Além de participar em filmes de arte, tais como Balalayka e Ümit Ünal 's Dokuz, ele também estrelou com seu amigo Cem Yılmaz e em mais comerciais, filmes de grande orçamento, como G.O.R.A.
Em 2005, casou-se com Türkan Derya. Eles têm um filho.